# By the Light of the Moon (album)
By the Light of the Moon è un album dei Los Lobos, pubblicato dalla Slash Records nel 1987. Il disco fu registrato al Sunset Sound Factory ed all'Ocean Way di Los Angeles, California (Stati Uniti).

## Tracce
Lato A
1. One Time, One Night – 4:48 (David Hidalgo, Manuel Pérez)
2. Shakin' Shakin' Shakes – 4:11 (Cesar Rosas, T-Bone Burnett)
3. Is This All There Is? – 4:00 (David Hidalgo, Manuel Pérez)
4. Prenda de alma – 3:25 (Pubblico dominio, arrangiamento Los Lobos)
5. All I Wanted to Do Was Dance – 3:58 (David Hidalgo, Manuel Pérez, T-Bone Burnett)

Lato B
1. Set Me Free (Rosa Lee) – 3:35 (Cesar Rosas)
2. The Hardest Time – 3:12 (David Hidalgo, Manuel Pérez)
3. My Baby's Gone – 3:38 (Cesar Rosas)
4. River of Fools – 2:55 (David Hidalgo, Manuel Pérez)
5. The Mess We're In – 3:01 (David Hidalgo, Manuel Pérez)
6. Tears of God – 3:47 (David Hidalgo, Manuel Pérez)

## Musicisti
- David Hidalgo - voce, chitarra, fisarmonica, basso, lap steel guitar, violino
- Cesar Rosas - voce, chitarra, bajo sexto, mandolino, vihuela
- Steve Berlin - sassofono tenore, sassofono baritono, armonica
- Conrad Lozano - basso, guitarrón, voce
- Louie Pérez - batteria, chitarra

Musicisti aggiunti
- Alex Acuña - percussioni
- T-Bone Burnett - voce
- Mickey Curry - batteria
- Anton Fier - batteria
- Mitchell Froom - tastiera
- Ron Tutt - batteria